# ویلی استوور
ویلی استوور (۲۲ مه ۱۸۶۴–۳۱ مه 1931) هنرمند، تصویرگر و نویسنده آلمانی در دوره امپراتوری بود. او بیشتر به خاطر نقاشی‌های دریایی و سنگ نگاره‌ها شهرت دارد. بسیاری از آثار او رویدادهای تاریخی دریایی مانند غرق شدن کشتی RMS تایتانیک در سال ۱۹۱۲ را به تصویر می‌کشند.

## زندگی
ویلی استوور، پسر یک کاپیتان دریایی، در وولگاست، آلمان در سواحل بالتیک به دنیا آمد. او ابتدا به عنوان یک فلزکار آموزش دید و به عنوان تکنسین در دفاتر مهندسی کارخانه‌های کشتی سازی مختلف آلمان کار کرد. او به زودی به عنوان طراح، تصویرگر و نقاش سفارش دریافت کرد. استعداد او زود تشخیص داده شد و تکنیک نقاشی او خودآموز بود. در سال ۱۸۹۲ با هنریتا دتمان از خانواده ای ثروتمند ازدواج کرد و این به او اجازه داد تا خود را منحصراً وقف کار خود به عنوان یک هنرمند کند.

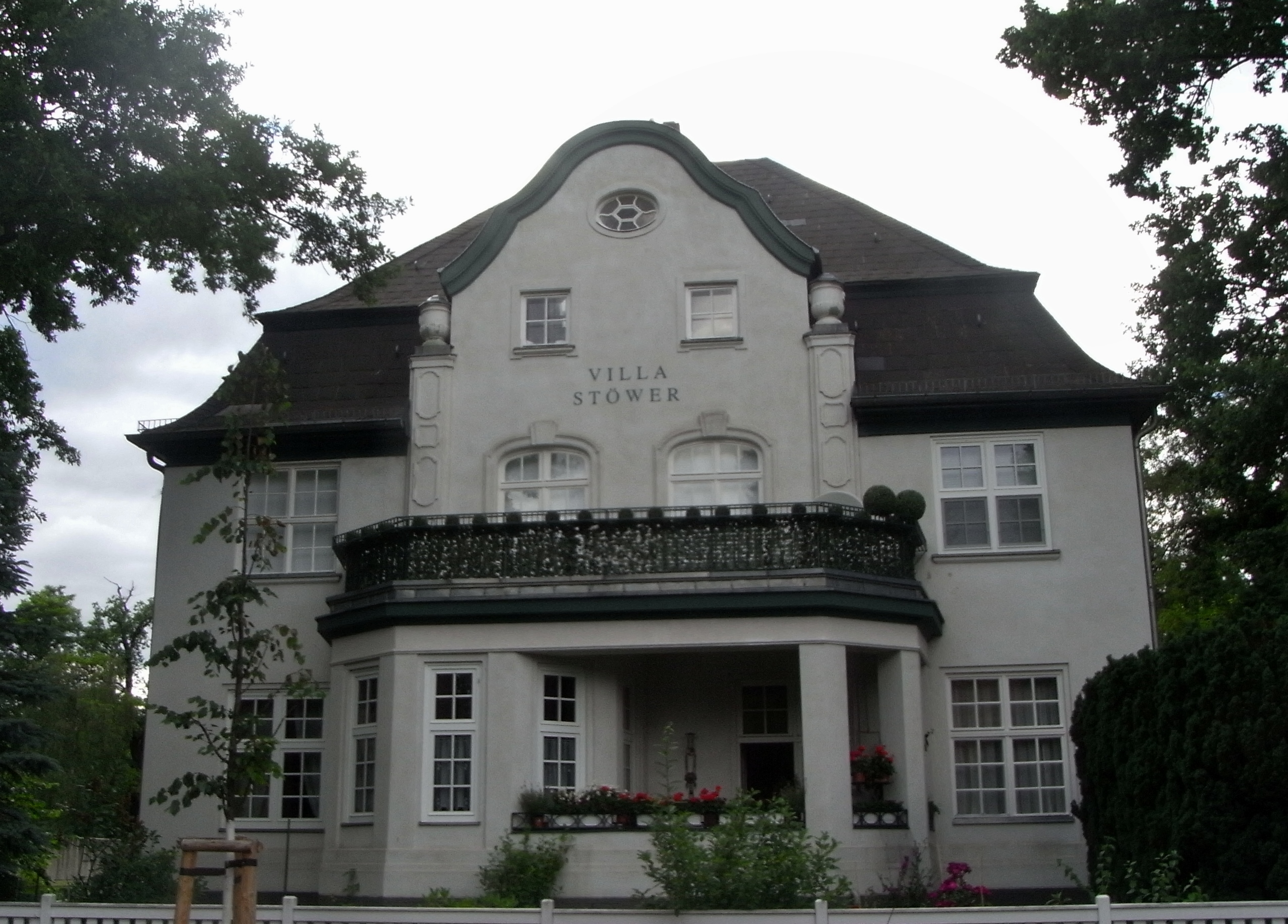
ویلا استوور در تگل، ۲۰۱۳

قیصر ویلهلم دوم حامی و حامی مشتاق این هنرمند شد و گفته می‌شود که استوور نقاش دریایی مورد علاقه قیصر بود. استوور حتی در چندین سفر بین سالهای ۱۹۰۵ و ۱۹۱۲ امپراتور را همراهی کرد. او یکی از اعضای هیئت مدیره لیگ نیروی دریایی آلمان (به آلمانی: Deutscher Flottenverein) و در سال ۱۹۰۷ به عنوان استاد افتخاری اعطا شد. مسیر زندگی او سپس حامی خود و سرنوشت نیروی دریایی امپراتوری آلمان را دنبال کرد. مانند معاصرانی مانند هانس بوهرد، بزرگ‌ترین دوره خلاقیت او با کناره‌گیری قیصر و گذر از دوران امپراتوری به پایان رسید. حرفه بعدی او، بدون عنایت امپریالیستی، به چند سفارش از خطوط کشتی بخار متکی بود. او در ۳۱ مه ۱۹۳۱، نه روز پس از تولد ۶۷ سالگی اش، در ویلای برلین-تگل  در گمنامی نسبی درگذشت. استوور در گورستان سوم اورشلیم و کلیساهای جدید در برلین دفن شده‌است، جایی که قبر همچنان حفظ شده‌است.

## حرفه

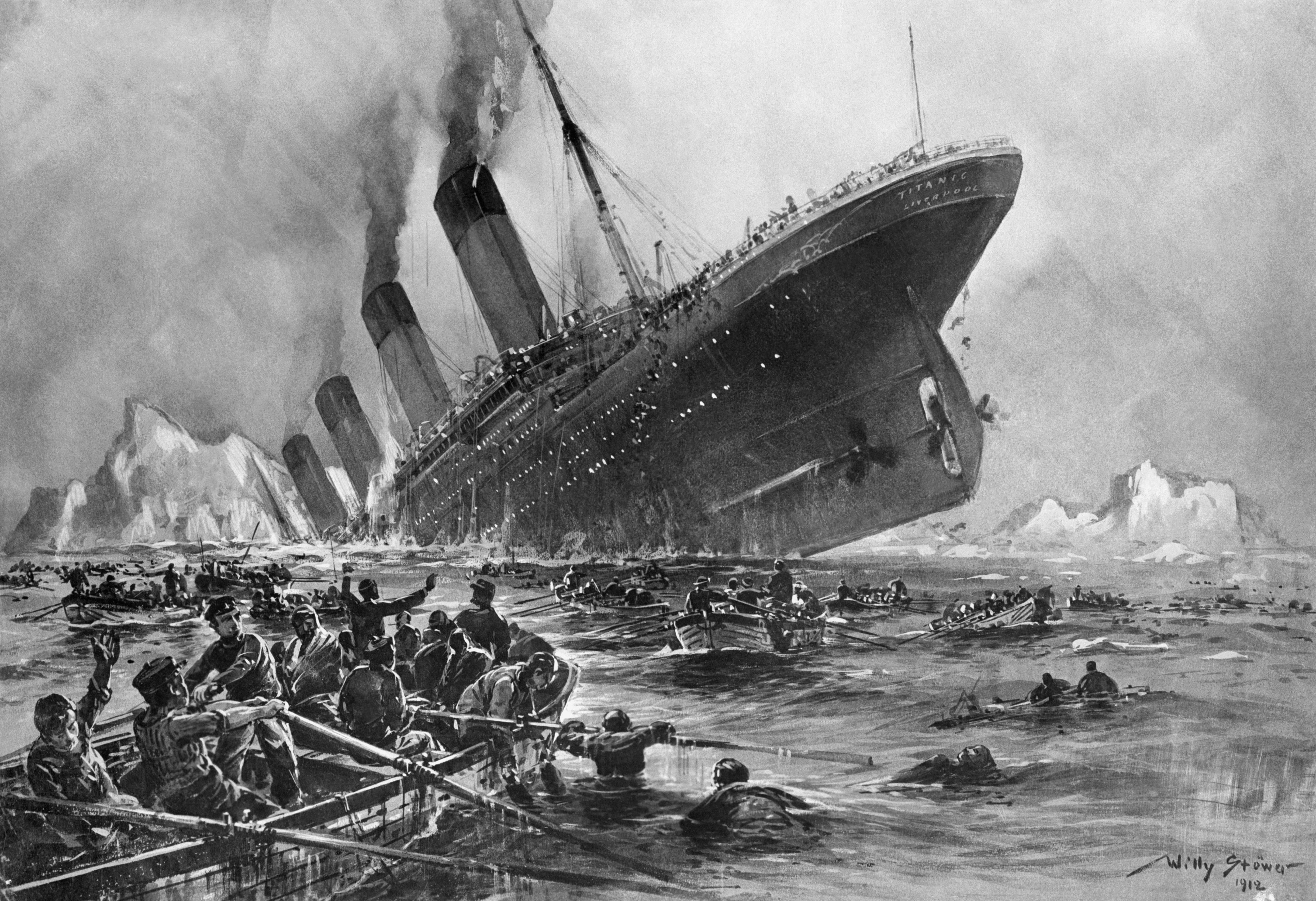
تصویر غرق شدن کشتی ارام‌اس تایتانیک

این جز تصویرهای معروف این نقاش عالی است.
استوور بین سال‌های ۱۸۹۲ تا ۱۹۲۹ یک هنرمند بسیار پرکار بود و تقریباً ۹۰۰ تصویر سیاه و سفید و ۳۳۵ تصویر رنگی برای ۵۷ کتاب و همچنین پوسترها، کارت پستال‌ها، کارت‌های تجاری، برچسب‌ها، بروشورها و تقویم‌ها خلق کرد. نمونه اولیه هنر تجاری او یک سری کارت‌های تجاری از سال ۱۸۹۹ تا ۱۹۰۰ است که او برای تولیدکننده شکلات آلمانی Stollwerck با عنوان کشتی‌های جنگی جدید آلمان در دفترچه یادداشت شماره ۳، سری ۱۳۲ ساخت.

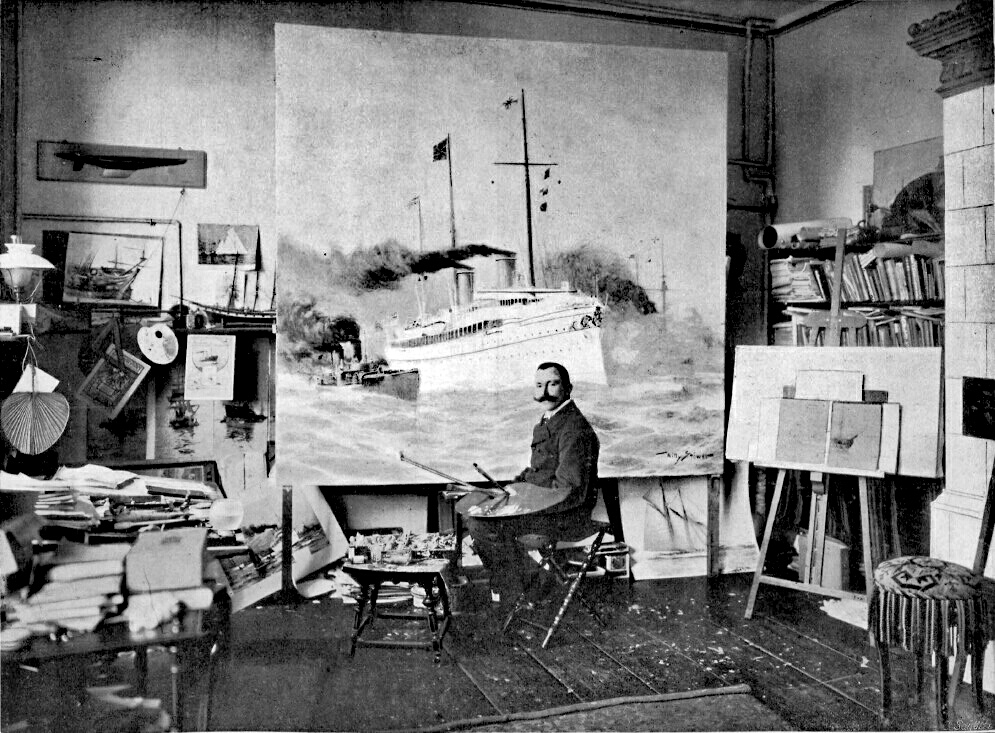
ویلی استوور در استودیوی خود، ۱۹۰۳

نمایش استوور از غرق شدن کشتی ارام‌اس تایتانیک در مجله Die Gartenlaube محبوبیت خاصی برای او به ارمغان آورد. او این تصویر را اندکی پس از فاجعه در سال ۱۹۱۲ بدون اطلاعات دقیق ایجاد کرد، به ویژه، قیف چهارم دود سیاه را بیرون نمی‌آورد زیرا فقط برای تهویه بود. با این حال، تصویر با وجود اشتباهات جزئی نمادین شد و حتی تا به امروز بارها تجدید چاپ شده‌است. استوور که به خاطر پرتره‌سازی معروف نیست، پرتره‌ای از قیصر را در لباس نیروی دریایی کشید که به همراه برخی از نقاشی‌های دریایی او در اتاق قیصر در آشیلیون، کاخ تابستانی قیصر از سال ۱۹۰۷ تا ۱۹۱۴ آویزان شده‌است (در حال حاضر یک موزه) در جزیره کورفو.

نمونه‌های دیگری از کارهای استوور که در حال حاضر در موزه‌ها هستند عبارتند از: روغن روی بوم: غرق شدن ناوشکن ایتالیایی «توربین» توسط ناوشکن‌های اتریشی در ۲۴ مه 1915. در موزه تاریخ نظامی، وین، و: قایق تندرو پیش رو! در موزه بین‌المللی دریایی هامبورگ. در سال ۱۹۱۷، کارت پستال‌هایی از برخی از نقاشی‌های او برای کمک‌های خیریه برای کمک به خدمه مجروح یوبوت و خانواده‌های متوفیان در طول جنگ جهانی اول تهیه شد.

Willy Stöwer examples in various media (with associated text translated)
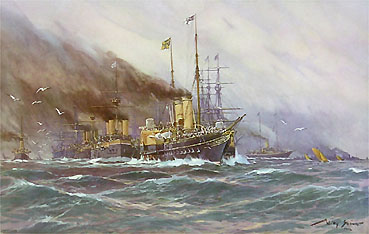
نقاشی (حدود 1888) SMY هوهنزولرن I
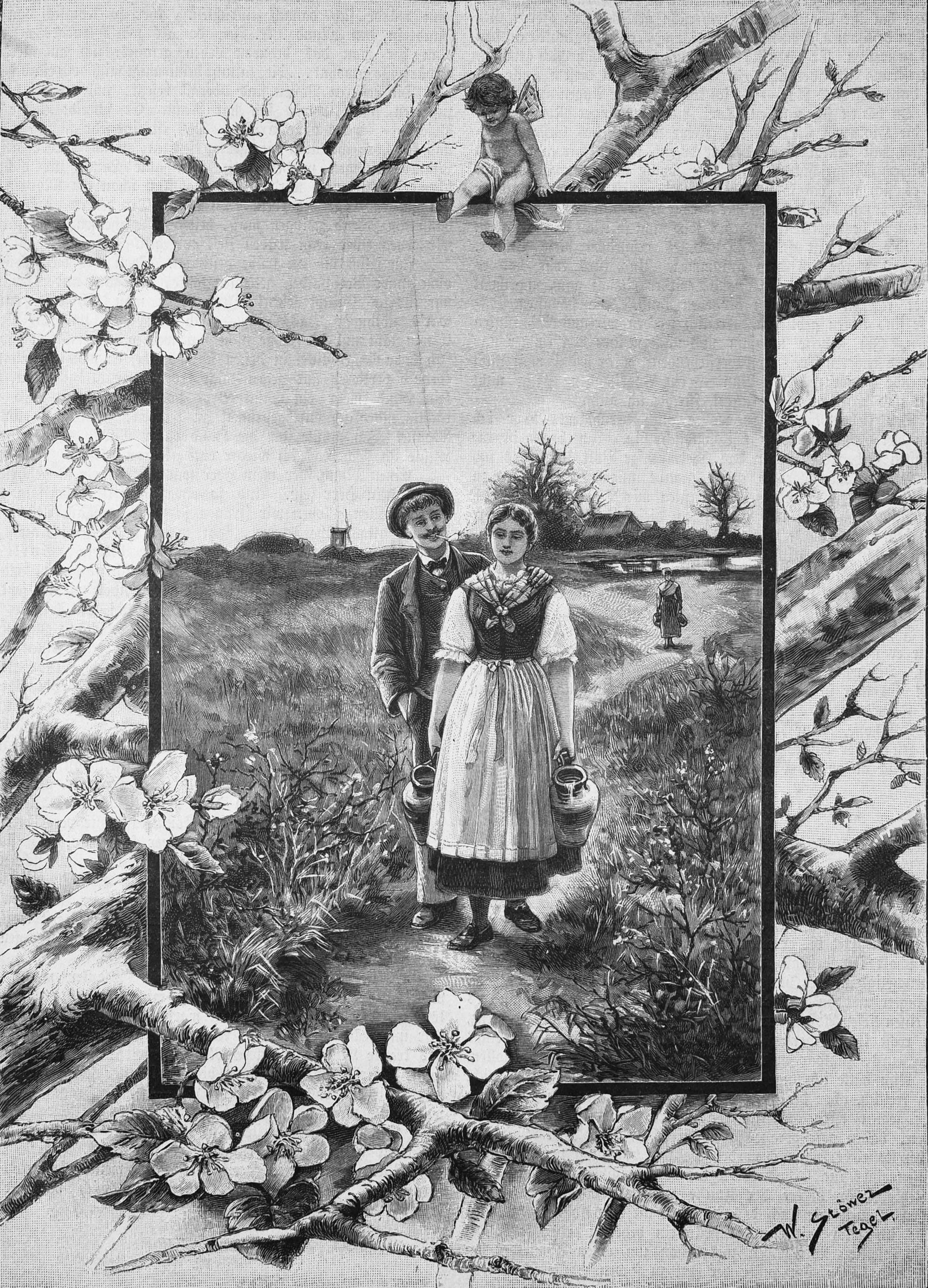
تصویر مجله برای Die Gartenlaube (1893) "پیاده روی آب عید پاک"
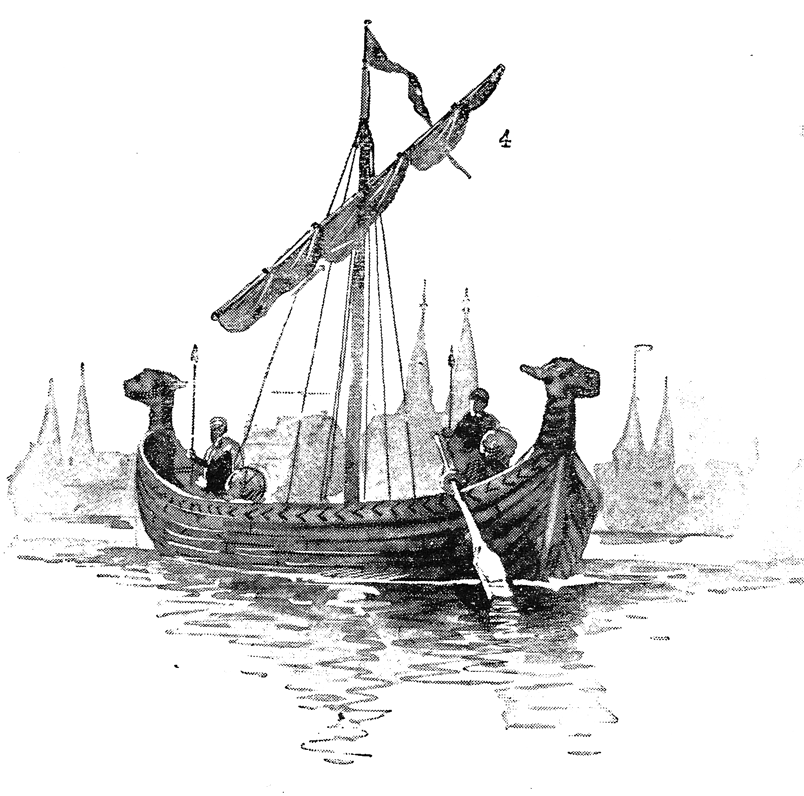
تصویرسازی کتاب (۱۹۰۲) "کشتی لوبک" از کشتی‌های لیگ هانسی در قرن ۱۴ و ۱۵
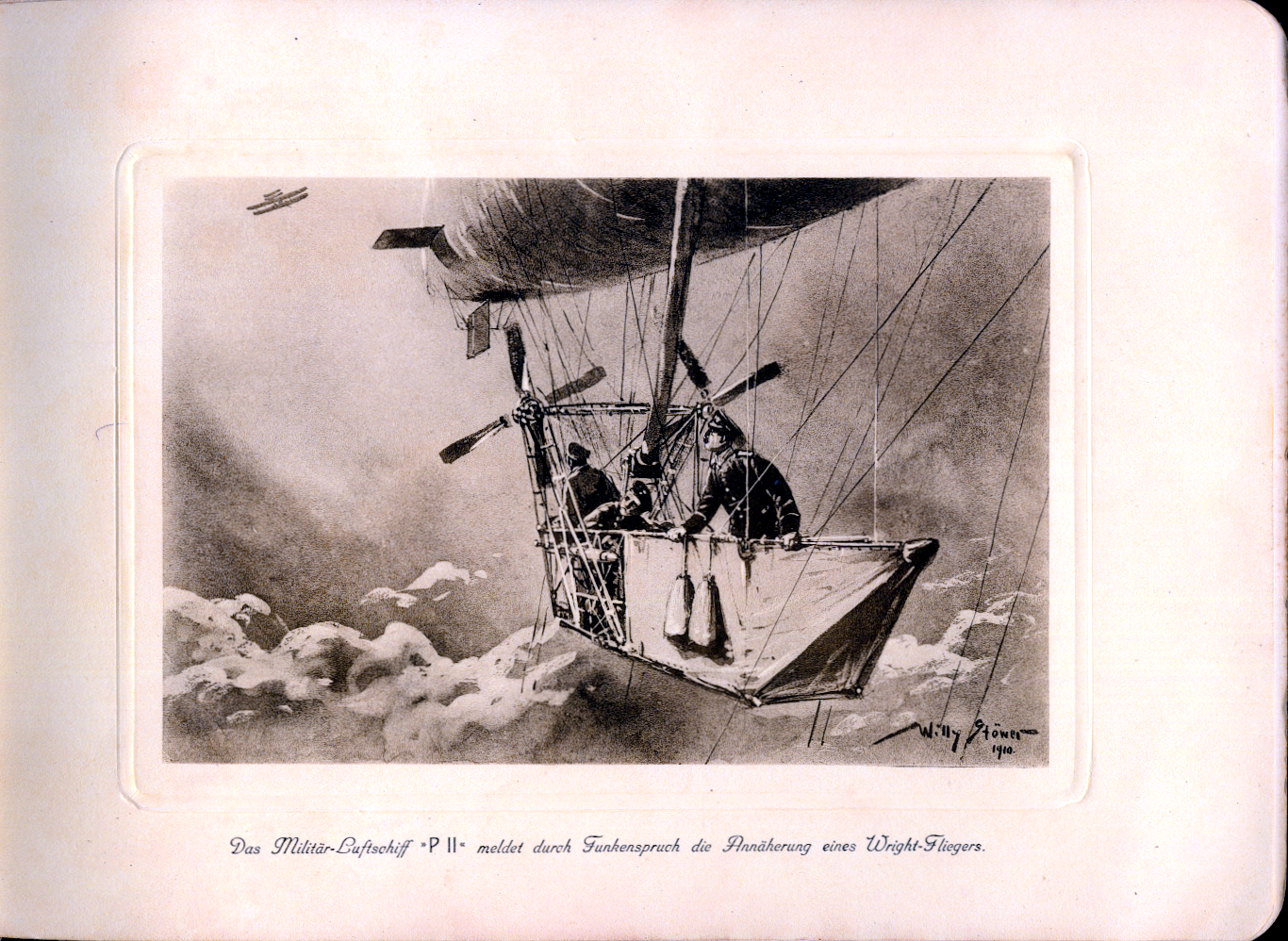
تصویرسازی بروشور (۱۹۱۰) برای Luftfahrzeug-GmbH کشتی هوایی نظامی "P II" از طریق رادیو نزدیک شدن یک رایت فلایر را گزارش می‌کند."
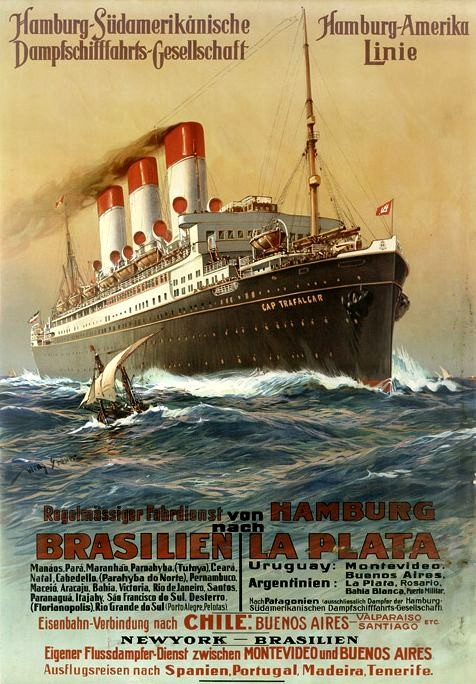
پوستر (حدود ۱۹۱۳) کلاهک ترافالگار از خط هامبورگ-آمریکای جنوبی
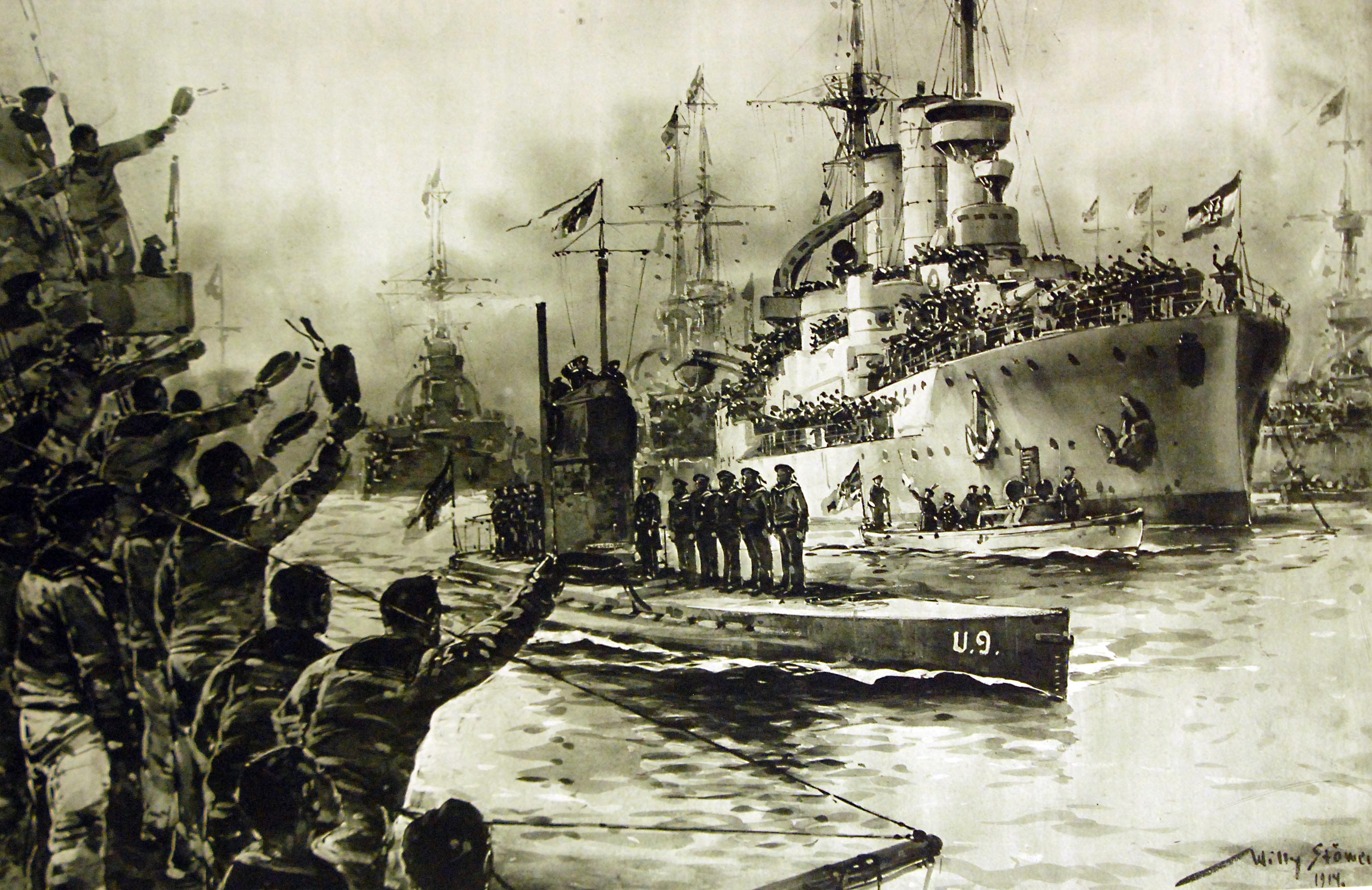
بازگشت U-9 به Wilhelmshaven، آلمان (۱۹۱۴)
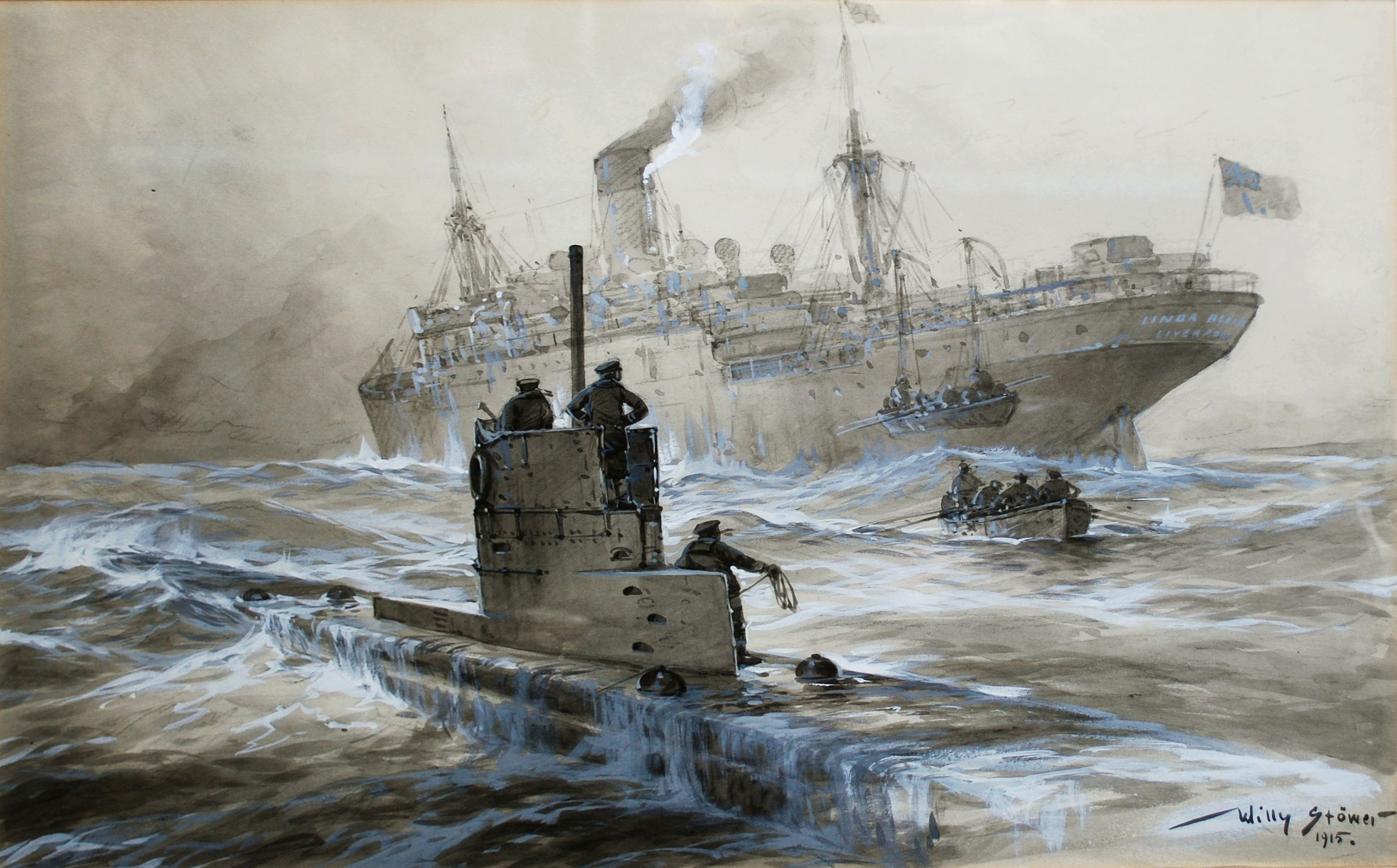
حمله U-21 به لیندا بلانچ (۱۹۱۵)
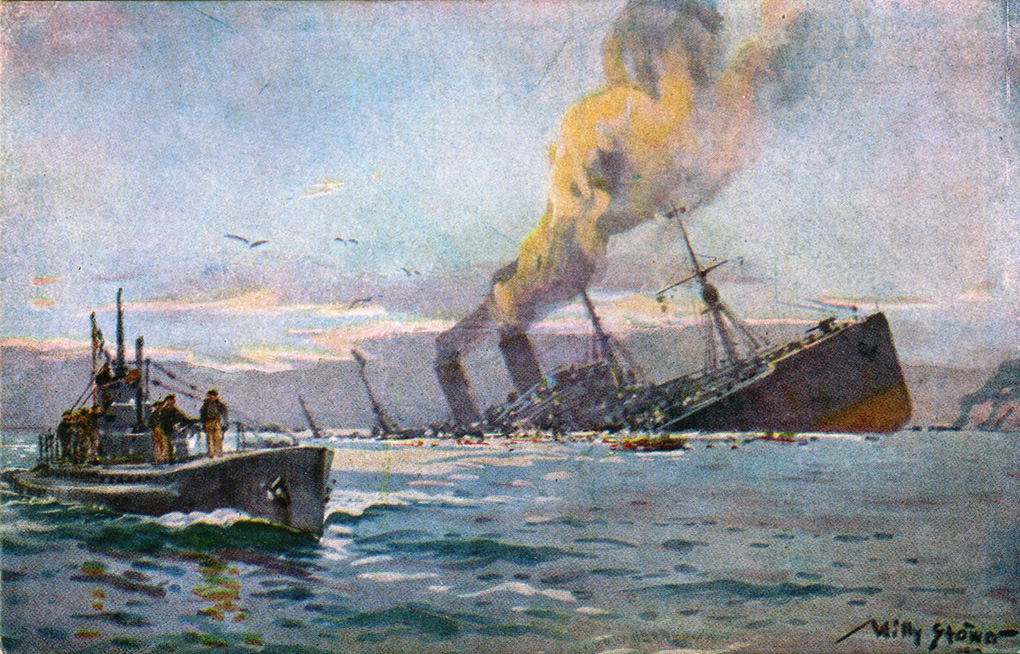
کارت پستال (۱۹۱۷)
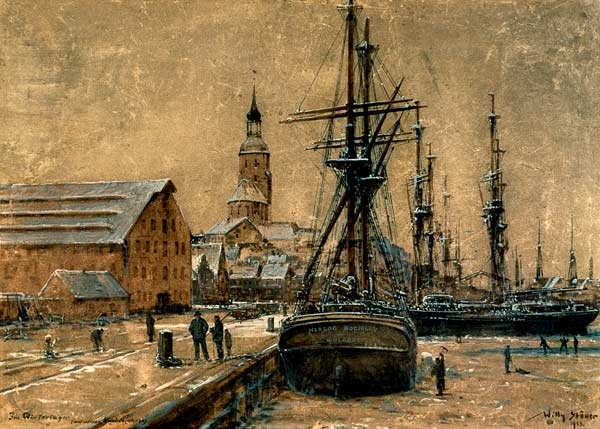
نقاشی (۱۹۲۳) (تمپر روی مقوا) "کمپ زمستانی ملوانان در ولگاست"

## آثار منتشر شده
او علاوه بر آثارش در هنرهای تجسمی، چندین کتاب آلمانی نوشت، منتشر کرد یا ویرایش کرد و در بسیاری از کتاب‌های دیگر نیز به عنوان نویسنده مشترک شناخته می‌شود. کتاب‌های ویلی استوور عبارتند از:
- ۱۹۲۹: دریا با قلم مو و پالت. [ب] شامل یادآوری سفرهای نویسنده با قیصر ویلهلم دوم است.[۱۲]
- ۱۹۱۶: آلمانی U-boat Actions، در کلمات و تصاویر. [پ]  انتشار مجموعه ای از بازتولید نقاشی‌های زیردریایی. متن به زبان آلمانی در صفحات روبروی تصاویر.[۱۳]
- ۱۹۱۲: قیصر ویلهلم دوم و نیروی دریایی. [ت] به افتخار ۲۵ سالگرد حکومت قیصر تصور شد.[۱۴]
- ۱۹۰۵: ورزش قایقرانی آلمان. [ث] (ویرایشگر) خلاصه جامع استوور از ورزش قایقرانی آلمانی از اوایل اوج شکوفایی قایق‌رانی در امپراتوری آلمان.[۱۶]
- 1901: Marine ABC. [ج] کتاب الفبای کودکان
- ۱۹۰۰: مانورهای ناوگان آلمان: پس از آبرنگ و مطالعات. [چ]
- ۱۸۹۸: نیروی دریایی آلمان: با استفاده از مواد رسمی برای آبرنگ‌های اصلی. [ح]

بیوگرافی (مونوگرافی) توسط یورگ ام. هورمن: نقاش دریایی امپراتوری، ویلی استوور

## یادداشت
1. 1 2  The Stöwer Villa at 68 Gabrielenstraße is listed as a Berlin cultural monument[۲]
2. ↑  Willy Stöwer (1929), Zur see mit Pinsel und Palette
, Braunschweig [etc.]: G. Westermann, OCLC 4360549
3. ↑  Stöwer, Prof. Willy (1916). Deutsche U-Boot-Taten, in Bild und Wort. München / Berlin: F. Bruckmann / Reichsmarinestiftung.
4. ↑  Wislicenus, Admiralitastrat Georg; Stöwer, Prof. Willy (1912). Kaiser Wilhelm II. Und die Marine. Berlin: August Scherl. pp. 207.
5. ↑  Stöwer, Willy (1905). Der Deutsche Segelsport. Leipzig: F. A. Brockhaus.[۱۵] OCLC 39156819
6. ↑  Stöwer, Willy (1901). Marine ABC. Leipzig: Spamer. OCLC 248341146
7. ↑  Stöwer, Willy (1900). Deutsche Flottenmanöver: Nach Aquarellen u. Studien. Braunschweig: Westermann.
8. ↑  Stöwer, Willy (1898). Deutschlands Kriegsflotte: Mit Benutzung amtlichen Materials nach original Aquarellen. Berlin: Kutzner & Berger.